# Izumi Shimada

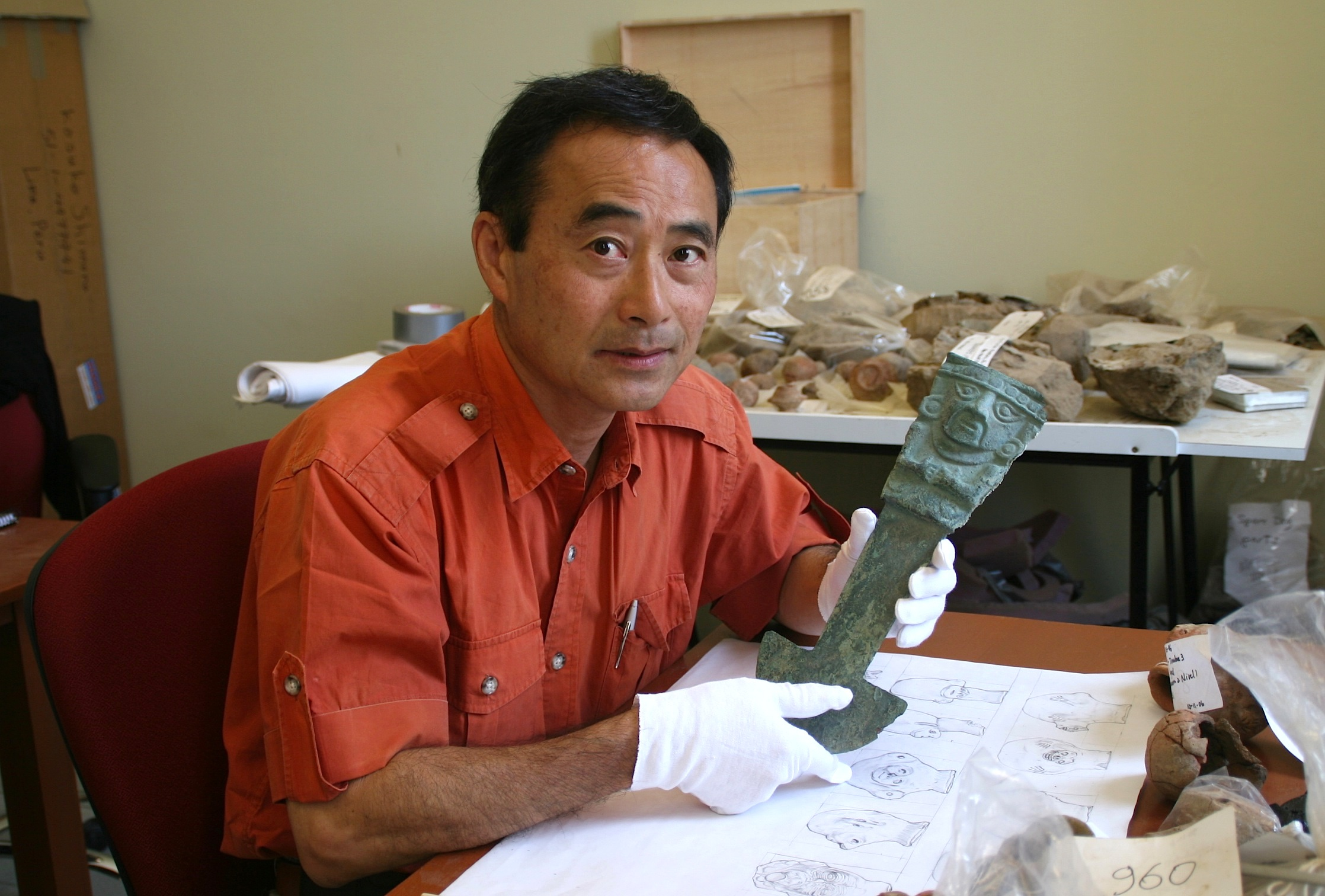
Izumi Shimada mit einem in Huaca Loro 2006 ausgegrabenen Tumi-Messer

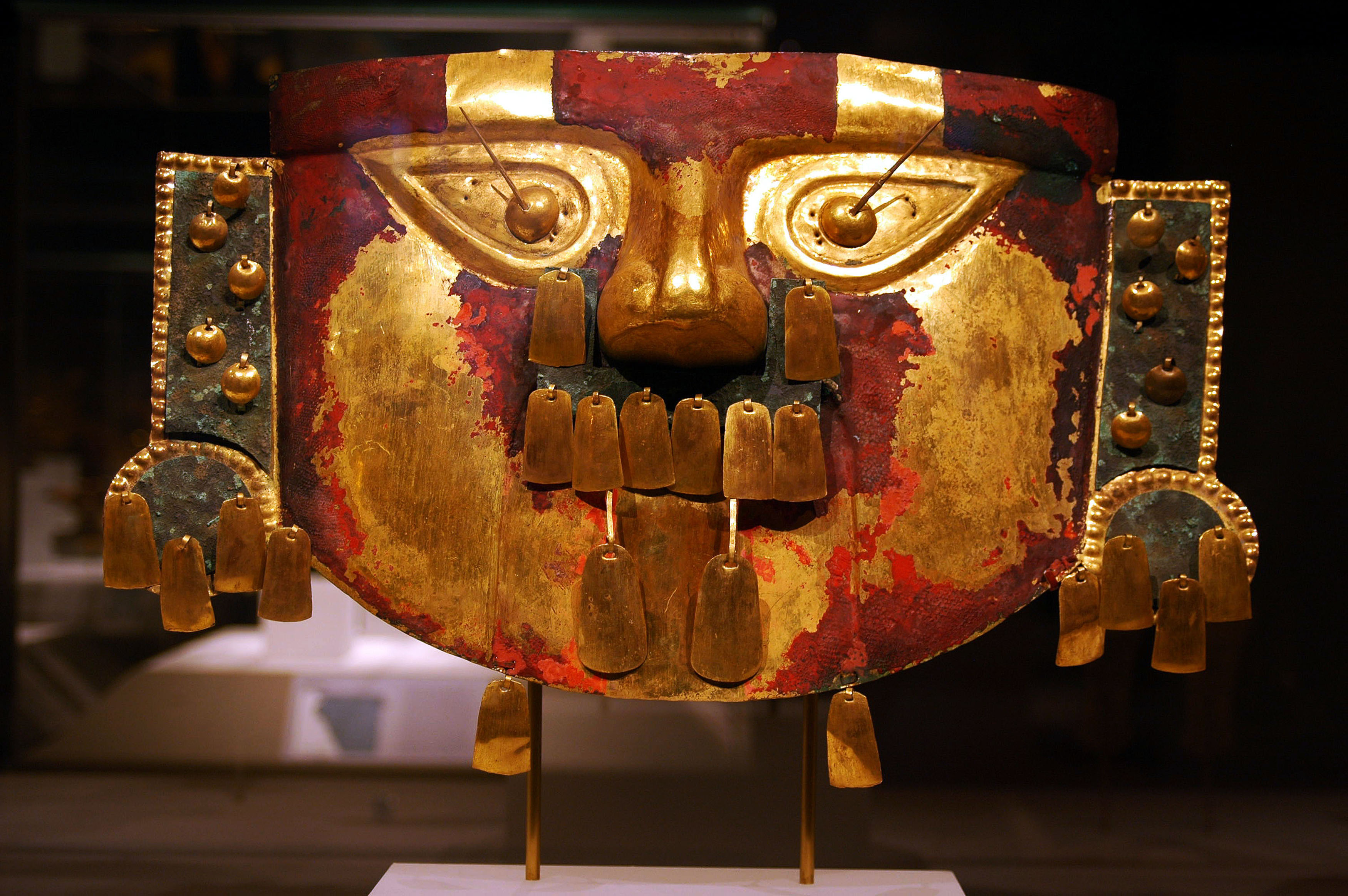
Von Shimada ausgegrabene Sicán-Goldmaske, heute im Sicán-Nationalmuseum in Ferreñafe, Peru.

Izumi Shimada (jap. 島田 泉, Shimada Izumi; * 1948 in Mukō, Präfektur Kyōto, Japan) ist ein japanischer Archäologe und Anthropologe.

## Überblick
Izumi Shimada lehrt und forscht an der Southern Illinois University Carbondale (SIUC). Seine Hauptinteressen beziehen sich auf präkolumbische Kulturen der Anden, die Technologie und die Organisation der handwerklichen Produktion, Gräberanalyse, experimentelle Archäologie. Auch die Rolle der Ideologie und der organisierten Religion in der kulturellen Entwicklung und die Beziehungen zwischen Kultur und Umwelt zählen zu seinem Fachgebiet.
Shimada ist besonders für die interdisziplinäre Herangehensweise an die Erforschung der Hintergründe der von ihm archäologisch untersuchten Fundorte und Kulturen bekannt.

## Leben
Izumi Shimada kam 1964 in die USA und studierte Anthropologie an der Cornell University, wo er unter der Anleitung von John V. Murra und Robert Ascher sein Interesse für antike Zivilisationen der Anden bzw. experimentelle Archäologie entdeckte. Die archäologische Feldarbeit während zweier Ausgrabungssaisons in den Jahren 1973 und 1975 in der Moche-Stadt Pampa Grande (ca. 600–750 n. Chr.) an der Nordküste Perus führte 1976 zu seiner Promotion an der University of Arizona. Danach lehrte er von 1977 bis 1978 an der University of Oregon, von 1978 bis 1983 in Princeton und von 1984 bis 1991 in Harvard, bevor er 1994 an die SIUC kam.
Von 1978 bis in die Gegenwart führt er das Sicán Archaeological Project, das sich auf die Entwicklungsprozesse, Technologie, Religion und andere Aspekte der präkolumbischen Sicán-Kultur konzentriert (ca. 800–1400 an der nördlichen Küste von Peru). Die Ergebnisse des Projekts bildeten die Grundlage für das Sicán-Nationalmuseum in Ferreñafe, Peru, das 2004 eröffnet wurde. 2003 begann er mit interdisziplinären Untersuchungen der sozialen Grundlagen und der Umweltbedingungen des berühmten religiösen Zentrums von Pachacámac, außerhalb von Lima. Die Regierung (2003) und der Kongress (2006) von Peru verliehen ihm Ehrenmedaillen für seinen Beitrag zur Erforschung und zum Verständnis der peruanischen Kultur und Geschichte.

## Werk
Shimada hat zahlreiche (2011: 164) Zeitschriftenartikel und Buchkapitel verfasst und dreizehn wissenschaftliche Bücher veröffentlicht (Stand 2011). Der 2015 von Shimada herausgegebene Sammelband The Inka Empire spiegelt den interdisziplinären Stand der Inkaforschung wider. Er gilt als führender Entdecker und zurzeit bester Kenner der vorinkanischen Sicán-Kultur.
Auswahl:
Buchveröffentlichungen
- (als Hrsg.*) The Inka Empire: A Multidisciplinary Approach (Austin 2015)
- (als Hrsg.*) Behind the Golden Mask: Sicán Culture (Lima 2010)
- (als Mithrsg.*) The Golden Capital of Sicán (Ausstellungskatalog, Tokio 2009)
- (als Hrsg.*) Craft Production in Complex Societies: Multi-Crafting, Sequential Production, and Producers (2007)
- Pampa Grande and the Mochica Culture (1994, aufbauend auf der Doktorarbeit des Autors zu dem Fundort aus 1976, zuletzt neu aufgelegt 2002) (eingeschränkte Vorschau in der Google-Buchsuche)
- Tecnología y organización de la producción cerámica prehispánica en los Andes (1994, engl. 1998: Andean Ceramics Technology, Organization, and Approaches)
- (als Mithrsg.*) Andean Ecology and Civilization: An Interdisciplinary Perspective on Andean Ecological Complementarity (1985)

* jeweils mit eigenen Beiträgen
Beiträge in Sammelbänden, Ausstellungskatalogen und Zeitschriften
Deutsch:
- Staaten an der Nord- und Südküste. In: Laura Laurencich Minelli (Koord.): Das Inka-Reich. Entstehung und Untergang. 3. Aufl. (Orig. 1992), Augsburg 1999, ISBN 978-3860479162 (aus dem Engl. übers. von Dieter W. Portmann), S. 49–110
- (mit Jo Ann Griffin) Goldschmiedekunst der altperuanischen Sicán-Kultur. In: Spektrum der Wissenschaft 6 (1994), S. 88 ff. (Onlineveröffentlichung)

Englisch:
- The Style, Technology and Organization of Sicán Mining and Metallurgy, Northern Peru: Insights from Holistic Study. In: Chungará, Revista de Antropología Chilena 45 (Arica 2013), 3–31 (Onlineveröffentlichung)
- Who were the Sicán? Their Development, Characteristics and Legacies. In: The Golden Capital of Sicán (2009), S. 25–61 (Onlineveröffentlichung)
- Late Moche Urban Craft Production: A First Approximation. In: Joanne Pillsbury (Hrsg.): Art and Archeology in Ancient Peru (2005), S. 177–205
- (mit D. Goldstein, W. Häusler, J. Sosa, U. Wagner) Early Pottery Making in Northern Coastal Peru. In: Ursula Wagner (Hrsg.): Mössbauer Spectroscopy in Archeology Volume II (Hyperfine Interactions 150) (2003), S. 91–105
- (mit Robert S. Corruccini) Dental Relatedness Corresponding to Mortuary Patterning at Huaca Loro, Peru. In: American Journal of Physical Anthropology 117 (2002), S. 113–121
- Late Pre-Hispanic Coastal States. In: Laura Laurencich Minelli (Hrsg.): The Inka World: Developement of Pre-Columbian Peru, A.D. 1000–1534 (1992, zuletzt 2000), S. 49–110 (dt. s. o.)
- (mit Raffael Cavallero) Monumental Adobe Architecture of the late prehispanic Northern North Coast of Peru. In: Journal de la Société des Américanistes 71 (1985), S. 41–78 (Onlineveröffentlichung)
- (mit Paloma Carcedo Muro) Behind the Golden Mask: Sicán Gold Artifacts from Batán Grande, Peru. In: Julie Jones (Kuratorin): The Art of Precolumbian Gold: The Jan Mitchell Collection (Ausstellungskatalog des Metropolitan Museum of Art, New York 1985), S. 61–75 (eingeschränkte Vorschau in der Google-Buchsuche)